# Łagiewniki (Lublin)
Pour les articles homonymes, voir Łagiewniki.
Łagiewniki (prononciation : [waɡʲɛvˈniki]) est un village polonais de la gmina de Niemce dans le powiat de Lublin de la voïvodie de Lublin dans l'est de la Pologne.
Il se situe à environ 7 kilomètres au sud de Niemce (siège de la gmina) et 7 kilomètres au nord de Lublin (siège du powiat et capitale de la voïvodie).

## Histoire
De 1975 à 1998, le village est attaché administrativement à l'ancienne Voïvodie de Lublin.

Depuis 1999, il fait partie de la nouvelle voïvodie de Lublin.